# Eduard Van Goethem
Eduard (Edward Jozef) Van Goethem, M.S.C. (Beveren-Waas, 10 maart 1873 – Borgerhout 26 mei 1949) was een Belgisch rooms-katholiek geestelijke.

## Loopbaan
Hij begon zijn middelbare studies aan het Sint-Jozef-Klein-Seminarie en vervolgde ze in Chezal-Benoît, waar hij zijn kloostergeloften aflegde op 17 oktober 1894. Op 23 december 1899 werd hij te Rome, waar hij theologie studeerde, tot priester gewijd en trad later toe tot de congregatie van Missionarissen van het Heilig Hart. Na twee jaar leraarschap in Antwerpen vertrok hij op 19 oktober 1902 naar de missie van het Territorium Nieuw-Guinea waar hij jarenlang pionierswerk leverde in de streek waar Mekeo wordt gesproken. In 1914 werd hij pastoor in de hoofdplaats Port Moresby en in 1919 regulier overste. Op 25 februari 1924 werd hij als prefect overgeplaatst naar de juist opgerichte apostolische prefectuur Tsuapa in Belgisch-Congo.

## Bisschop
Op 29 november 1932 werd hij tot titulair bisschop van Corone en apostolisch vicaris van Coquilhatstad (het latere aartsbisdom Mbandaka-Bikoro) benoemd.
Op 25 april 1933 werd hij bisschop gewijd door Honoré Jozef Coppieters, bisschop van Gent.
Op 10 april 1947 nam hij ontslag en keerde terug naar België, waar hij zijn intrek nam in het missiehuis van Borgerhout.